# Euphorbia bisellenbeckii
Euphorbia bisellenbeckii är en törelväxtart som beskrevs av Peter Vincent Bruyns. Euphorbia bisellenbeckii ingår i släktet törlar, och familjen törelväxter. Inga underarter finns listade i Catalogue of Life.